# Norbert Wehr

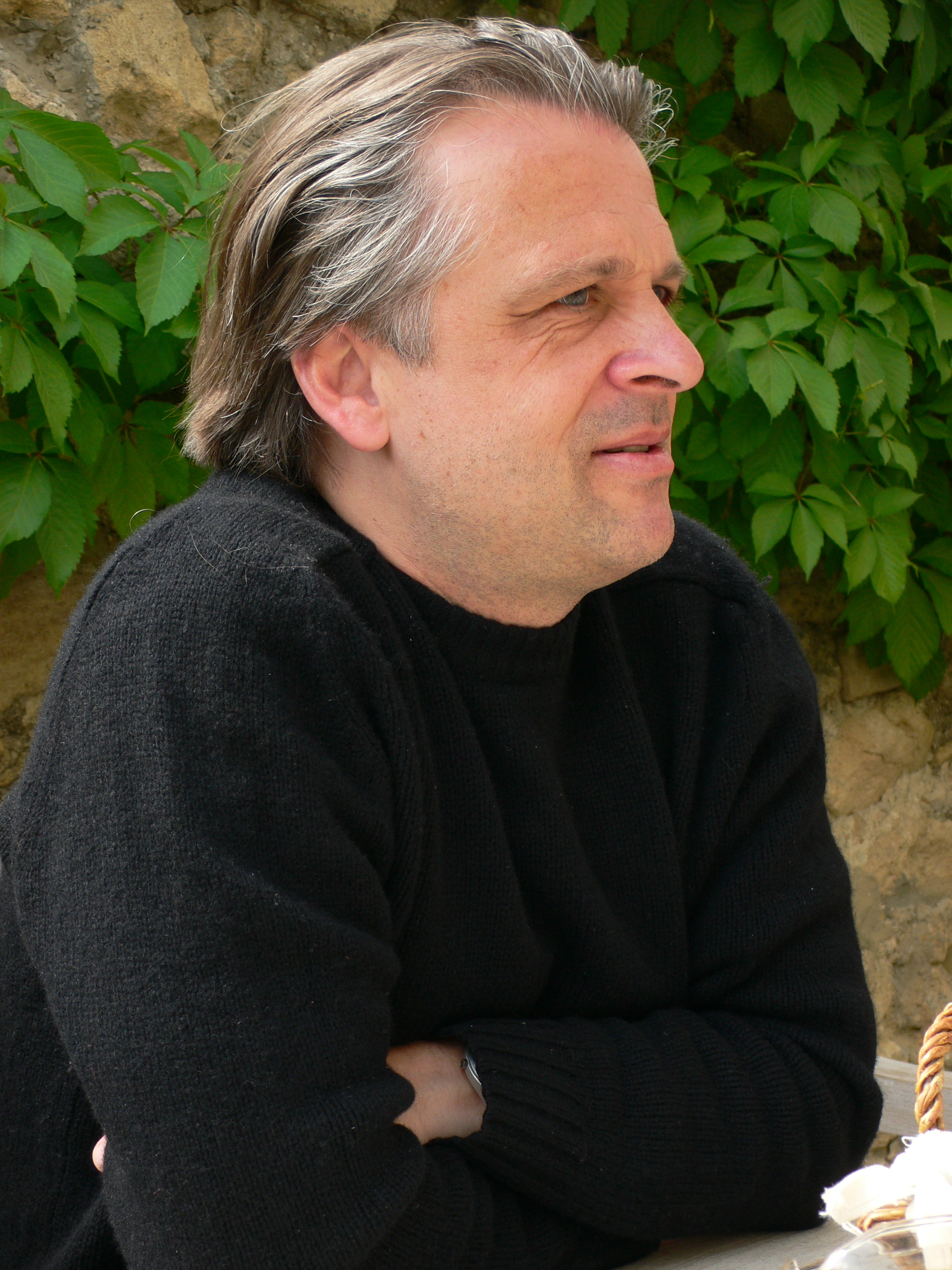
Norbert Wehr (2006)

Norbert Wehr (* 4. Januar 1956 in Aachen) ist ein deutscher Publizist, der in Köln lebt. Seit 1982 gibt er die Literaturzeitschrift Schreibheft heraus.

## Leben
Wehr, Sohn eines Kinderarztes, besuchte in seiner Zeit als Zivildienstleistender 1975/76 ein Seminar des Schriftstellers Nicolas Born an der Universität Essen. Born, mit dem Wehr auch in brieflichen Austausch trat, bestärkte ihn in seiner Begeisterung für Literatur. Wehr studierte Allgemeine und Vergleichende Literaturwissenschaft an der Universität Essen, vor allem bei Jürgen Manthey und Erhard Schütz. 1978 lernte er Ulrich Homann, einen der Begründer der Literaturzeitschrift Schreibheft, kennen, an deren Redaktion er sich beteiligte. Unter Wehrs Herausgeberschaft wurde sie seit den 1980er Jahren zu einem der wichtigsten Organe für anspruchsvolle Literatur in Deutschland, wovon zeugt, dass die von Wehr herausgegebenen Ausgaben bereits 1998 im Reprint erschienen. „Entdeckerfreude“ bestimmt auch seine Arbeit als Literaturkritiker, Verfasser von Essays und Hörstücken, Herausgeber sowie als Veranstalter und Moderator von Autorenlesungen. Seine Bemühung um die Vermittlung gerade auch schwieriger Literatur ist mehrfach ausgezeichnet worden. Er ist Mitglied verschiedener Jurys (z. B. des Preises der Stadt Münster für Internationale Poesie).

## Schriften

### Herausgeber
- Hanns Grössel: Im Labyrinth der Welt. Essays und Kritiken zur französischen Literatur. Lilienfeld, Düsseldorf 2017, ISBN 978-3-940357-63-2.
- Thomas Kling: Die gebrannte Performance. Ein Hörbuch. (Mit Ulrike Janssen). Schriftenreihe der Kunststiftung NRW, 5. Lilienfeld, Düsseldorf 2015, ISBN 978-3940357496.
- Thomas Kling: Das brennende Archiv. Unveröffentlichte Gedichte, Briefe, Handschriften und Photos aus dem Nachlass sowie zu Lebzeiten entlegen publizierte Gedichte, Essays und Gespräche. (Mit Ute Langanky). Nachwort von Marcel Beyer. Suhrkamp, Berlin 2012, ISBN 978-3-518-46351-2.
- Griff ins Wörterherz. Für Hanns Grössel. Ein Florilegium. (Mit Jürgen Ritte). Rigodon, Essen 2012, ISBN 978-3-924071-35-6.
- Herman Melville: Moby-Dick; oder: Der Wal. Deutsch von Friedhelm Rathjen. Illustrationen von Rockwell Kent. Mit einem Essay von Jean-Pierre Lefebvre. Zweitausendeins, Frankfurt am Main 2004, ISBN 3-86150-647-5.
- Schreibheft. Reprint der Hefte 22–50. Fünf Bände. Zweitausendeins, Frankfurt am Main 1998.
- Herman Melville: Hunilla, die Chola-Witwe. Briefe an Nathaniel Hawthorne und eine Erzählung. Übers. v. Friedhelm Rathjen. Friedenauer Presse, Berlin 1993, ISBN 3-921592-83-6.

### Hörstücke
- Mathias Énards „Kompass“. Ein Hörstück. (Mit Ulrike Janssen), WDR 3, 2016, 55 Min.
- Lauter vergangene Momente. Die nervösen Tagebücher des Jonas Mekas. Ein Hörstück. (Mit Ulrike Janssen), SWR, 2014, 55 Min.
- Europe Callin’– Ezra Pound Speakin’. (Mit Ulrike Janssen). WDR, 2012, 55 Min.
- Kopenhagen gibt es, Kopenhagen gibt es. (Mit Ulrike Janssen). WDR, 2011, 50 Min.
- Wer schreibt, kann nicht töten. Ein Waldgang mit Reinhard Jirgl. WDR, 2009, 55 Min.
- Feindbeobachtungen. Niederländische Freiwillige der Waffen-SS erzählen. (Mit Ulrike Janssen). Deutschlandfunk, 2009, 50 Min.
- Vom Schreiben auf der anderen Seite des Grabens. Ein Besuch bei Anja Utler. (Mit Ulrike Janssen). SWR, 2008, 55 Min.
- Halluzinogene Wirklichkeiten. Edo Popovic und Ivana Sajko. (Mit Ulrike Janssen). WDR, 2008, 55 Min.
- Hungerengel. Über einen Gemeinschaftsroman von Herta Müller und Oskar Pastior. (Mit Ulrike Janssen). WDR, 2007, 60 Min.
- Das Radio ist zum Gespräch bereit. Fragen an Helmut Heißenbüttel, Radioredakteur. (Mit Ulrike Janssen). SWR, 2007, 53 Min.
- Ein Abend mit Peggy Sue. Wolfgang Welt liest im Schauspielhaus Bochum. (Mit Ulrike Janssen). WDR, 2007, 53 Min.
- Schübelbach Mundraum. Zu Besuch bei Anton Bruhin. (Mit Ulrike Janssen). SWR, 2006, 57 Min.
- Nachbildbeschleunigung. Der Dichter Thomas Kling. (Mit Ulrike Janssen). WDR, 2006, 60 Min.
- Bleibende Blüten, Vogelstimmen. Nicolas Born, wiedergehört. (Mit Ulrike Janssen). Deutschlandfunk, 2006, 50 Min.
- Abschweifungen oder Satz in der Rede. Naturtrübe Gespräche mit Hans Arnfrid Astel. (Mit Ulrike Janssen). WDR, 2005, 55 Min.
- Bei mir selbst zu Besuch. Mit Peter Kurzeck in Staufenberg. (Mit Ulrike Janssen). WDR, 2005, 60 Min.
- Titos Papagei. Brioni – Akustisches Portrait einer Insel. (Mit Ulrike Janssen). Deutschlandfunk, 2005, 50 Min.
- Hubert Fichte spricht – spricht nicht. Eine Radiozeremonie. (Mit Ulrike Janssen). Deutschlandfunk, 2004, 50 Min.
- McCarthy spricht. Vom Bauchreden und anderen Stimmübungen. (Mit Ulrike Janssen). WDR, 2004, 55 Min.
- „… und in den Worten kleine Mikrophone“. Peter Waterhouse über neue Erzählungen, den Vater, Geheimdienste, Agenten und Doppel-Agenten, das Überlaufen und den Tunnel von Berlin. (Mit Ulrike Janssen). WDR, 2004, 55 Min.
- Durchs Dickicht der Verweise. Mit Bodo Hell auf der Suche nach dem Barthaar des Hl. Antonius. (Mit Ulrike Janssen). WDR, 2004, 55 Min.
- Aschestadt, Tauchsprache. Uwe Tellkamps „Nautilus“. (Mit Ulrike Janssen). WDR, 2003, 55 Min.
- Reihum Erzählbrand. Der Schriftsteller Anselm Glück. (Mit Ulrike Janssen). WDR, 2003, 55 Min.
- Die herzzerreißenden Gründe der Zeit. Paulus Böhmers Kaddish-Gesänge. (Mit Ulrike Janssen). WDR, 2003, 55 Min.
- Auf dem Kopf ein Planet. Der Schriftsteller, Musiker und Performer Michael Stauffer. (Mit Ulrike Janssen). WDR, 2002, 55 Min.

## Auszeichnungen
- 1988: Förderungspreis des Landes Nordrhein-Westfalen für junge Künstler
- 1989: Förderpreis zum Lessing-Preis der Stadt Hamburg
- 1994: Calwer Hermann-Hesse-Preis
- 1994: Alfred-Kerr-Preis
- 1998: Literaturtaler des Landes Nordrhein-Westfalen
- 2001: Förderpreis zum Kurt-Wolff-Preis (für Schreibheft)
- 2010: Literaturpreis Ruhr
- 2015: Bundesverdienstkreuz am Bande
- 2015: Hörbuch des Jahres (zusammen mit Ulrike Janssen für Die gebrannte Performance)
- 2015: Preis der Deutschen Schallplattenkritik (zusammen mit Ulrike Janssen für Die gebrannte Performance)